# Granjeiro
Granjeiro é um município brasileiro no interior do estado do Ceará, Região Nordeste do país. Pertence à Mesorregião do Sul Cearense, à Microrregião de Caririaçu. Sua população estimada em 2019 foi de 4 844 habitantes.
Em 2019, Granjeiro foi considerada a menor cidade do Ceará.

## História
O sertão do Cariri foi inicialmente habitado pelas nações indígenas dos Cariris, povoando o sul do Ceará e os estados vizinhos. 
Era inicialmente um distrito do município de Caririaçu. Junco foi o nome primitivo da localidade que com o decreto nº 448 de 20 de dezembro de 1938 passou a se chamar Granjeiro. Foi elevado à categoria de município pela lei estadual nº 3963, de 10 de dezembro de 1957, desmembra do Caririaçu.
Existe no município a capela de Santa Vitória, localizada no Boqueirão do Riacho do Meio, onde privativamente tem-se como instalada a Comunidade dos Penitentes ou religiosos de São Vicente. A padroeira do município é Nossa Senhora da Imaculada Conceição.

## Geografia

### Subdivisão
O município de Granjeiro é dividido em Granjeiro (sede) e em 3 distritos; Serrinha, Cana Brava dos Gregórios e Cana Brava dos Ferreiras. 

### Clima
Tropical quente semi-árido brando, com pluviosidade de 1.236,6 e temperatura média de 24° a 26º.

### Relevo
Depressões sertanejas e maciços residuais.

### Solos
Podzólico vermelho-amarelo.[carece de fontes?]

### Vegetação
Caatinga arbustiva densa, floresta caducifólia espinhosa e cerrado.

## Datas comemorativas
- Aniversário de emancipação política da cidade (9 de fevereiro)
- Festa da Padroeira: Nossa Senhora Imaculada Conceição (8 de dezembro)